# غرين أيكرز
غرين أيكرز (بالإنجليزية: Green Acres)‏ هو مسلسل كوميدي تم إنتاجه في الولايات المتحدة. بدأ عرضه في سنة 1965 على سي بي إس. بلغ عدد مواسم المسلسل 6 مواسم، بلغ عدد حلقاته 170 حلقة، وتبلغ مدة الحلقة الواحدة 25 دقيقة. تم بث المسلسل لأول مرة بتاريخ 15 سبتمبر 1965 بينما تم بث آخر حلقة منه بتاريخ 27 أبريل 1971. من بطولة إدي ألبرت، إيفا غابور، توم ليستر، فرانك كادي وهانك باترسون.

## روابط خارجية
- غرين أيكرز على موقع IMDb (الإنجليزية)
- غرين أيكرز على موقع ميتاكريتيك (الإنجليزية)
- غرين أيكرز على موقع الموسوعة البريطانية (الإنجليزية)
- غرين أيكرز على موقع روتن توميتوز (الإنجليزية)
- غرين أيكرز على موقع كينوبويسك (الروسية)
- غرين أيكرز على موقع ألو سيني (الفرنسية)
- غرين أيكرز على موقع قاعدة بيانات الفيلم (الإنجليزية)